# Конрад фон Вюрцбург
Конра́д фон Вю́рцбург (ср-в.-нім. Konrad von Würzburg, також - Конрад Вюрцбурзький; 1220/1230 – 31 серпня 1287) — німецький середньовічний епічний і ліричний поет, письменник-дидактик.

## Біографія
Про життя Конрада Вюрцбургского збереглися скупі відомості. Вважається, що деякий час він проживав у Клеве. Останні роки життя провів у Базелі, де помер разом з сім'єю від епідемії і був похований у каплиці Магдалени в Базельському соборі.

## Творчість
Крім невеликих ліричних творів Конрад писав на замовлення більші історичні саги і легенди в так званому «квітковому стилі». У своїй промові біля труни Конрада Вюрцбургского Фрауенлоб говорив про його «фіалкове мистецтво». Творчість Конрада об'єднує практично всі літературні жанри свого часу. Воно відрізняється цілісністю світосприйняття, в якому помітний вплив Тангейзера. Йому чуже зображення любовних страждань, в трактуванні любові відчувається умиротворення, переконаність в гармонійності світу. Звертає на себе увагу досконала форма його віршів. Мейстерзингери відносили Конрада до обраних «дванадцяти старих майстрів» мінезангу.

## Твори
- «Лицар з лебедем»
- «Партенопіер і Маліур»
- «Троянська війна»